# Паркер Пайн
Паркер Пайн (англ. Parker Pyne) — персонаж и сыщик Агаты Кристи; появляется в трёх сборниках — «Расследует Паркер Пайн», «Тайна Регаты и другие рассказы» и «Хлопоты в Польенсе и другие истории». Своих клиентов Пайн находит через объявление в газете, которое неизменно гласит: «Счастливы ли вы? Если нет — обращайтесь к мистеру Паркеру Пайну, Ричмонд-стрит, 17».

## О персонаже
На западе и особенно в англоязычных странах мистер Паркер Пайн популярен так же, как и Пуаро и мисс Марпл. Автор очень мало рассказывает о прошлом и частной жизни Пайна. Всё, что знает читатель, это то, что его полное имя Кристофер Паркер Пайн, что он бывший государственный служащий, занимавшийся статистикой и ушедший в отставку. Сам Пайн называет себя «детективом души». 

### Внешность
В рассказе «Дело Дамы среднего возраста», в котором впервые появляется Паркер Пайн, его внешность описана следующим образом:

…Всё её волнение загадочным образом улетучилось при одном только виде хозяина кабинета. Это был крупный — чтобы не сказать тучный — мужчина с лысым аристократическим черепом и маленькими глазками, поблескивающими за мощными линзами.

### Методы Паркера Пайна
Агентство Паркера Пайна не является детективным агентством в общепринятом понимании. Своей задачей Пайн считает «лечение души», а несчастливое состояние приравнивает к болезни. Его цель - принести клиентам желаемое счастье: вернуть семейное счастье, вкус жизни, решить иные личные проблемы. Человеческие проблемы он условно разделяет на несколько типов по их первопричинам: плохое здоровье, скука, проблемы жен с мужьями, проблемы мужей с женами. Его методы: хитрость, манипуляции, вовлечение клиента в драматические спектакли по сценариям, написанным писательницей Ариадной Оливер. Она дважды придумывает такие сценарии для клиентов Пайна. Паркер отзывается о ней как о «всемирно известной романистке». Ариадна Оливер появляется также в произведениях об Эркюле Пуаро, где помогает ему вести расследования.
Секретарём у Паркера Пайна работает мисс Лемон, будущий секретарь Эркюля Пуаро. На Пайна также работают тридцатилетний красавец Клод Латрелл, которому отводят роль утешителя несчастных жен, а также Маделин де Сара (настоящее имя Мэгги Сэйерс), молодая красавица, женщина-вамп, которой отводят роль утешительницы несчастных мужей.

## Рассказы о Паркере Пайне
№ 1
Происшествие с женщиной средних лет (The Case of the Middle-Aged Wife) 
№ 2
Происшествие с недовольным майором (The Discontented Soldier) 
№ 3
Происшествие с молодой леди, попавшей в беду (The Case of the Distressed Lady) 
№ 4
Происшествие с недовольным мужем (The Case of the Discontented Husband) 
№ 5
Происшествие с городским клерком (The Case of the City Clerk) 
№ 6
Происшествие с богатой дамой (The Case of the Rich Lady) 
№ 7
Вы получили всё, что хотели? (Have You Got Everything You Want) 
№ 8
Багдадские ворота (The Gate of Baghdad) 
№ 9
Дом в окрестностях Шираза (The House at Shiraz) 
№ 10
Бесценная жемчужина (The Pearl of Price) 
№ 11
Смерть на Ниле (The Death on the Nile) 
№ 12
Дельфийский оракул (The Oracle of Delphi)
№ 13
Тайна регаты (The Regatta Mystery)
№ 14
Хлопоты в бухте Польенса (The Problem at Pollensa Bay)

## Экранизация
В 1982 году британской телекомпанией BBC был создан мини-сериал «Час Агаты Кристи» (англ. The Agatha Christie Hour), в который, в том числе, вошло два эпизода по двум первым рассказам Агаты Кристи о Паркере Пайне. В роли Паркера Пайна снялся английский актёр Морис Дэнхэм.

### Список эпизодов о Паркере Пайне
- Дело Дамы среднего возраста[4]
- Дело недовольного военного[5]

## Радио спектакли (Перевод: Дмитрий Протасов)
Радио спектакли записаны студией "Звуковая Книга" в переводе Дмитрия Протасова в 2012 г.
Из многочисленных версий был выбран перевод Протасова Дмитрия Николаевича, так как он наиболее точно отражает стиль Гения английских детективов.
Рассказы о мистере Паркере Пайне. CD 1.
«Происшествие с молодой леди, попавшей в беду»
«Происшествие с недовольным майором»
«Происшествие с городским клерком»
«Дом в окрестностях Шираза» (в исполнении автора)
Рассказы о мистере Паркере Пайне. CD 2.
«Происшествие с богатой дамой»
«Вы получили все, что хотели?»
«Происшествие с женщиной средних лет»
Рассказы о мистере Паркере Пайне. CD 3.
«Багдадские ворота»
«Дельфийский оракул»
«Бесценная жемчужина»
«Дом в окрестностях Шираза»
Исполнители - артисты Московских театров: Юрий Вязовский, Александр Уткин, Валентина Кудинова, Юлия Хамитова, Денис Березин, Павел Аркадьев, Ирина Кнырикова, Дмитрий Басов;